# Dolná Mariková
Dolná Mariková (allemand : Untermarikowa, hongrois : Alsómarikó) est un village de Slovaquie situé dans la région de Trenčín.

## Histoire
La première mention écrite du village date de 1321.

## Démographie

### Évolution de la population
| Année:               | 1994. | 2004.   | 2014.   | 2024.   |
| -------------------- | ----- | ------- | ------- | ------- |
| Nombre de personnes: | 1554  | 1460    | 1431    | 1406    |
| Différence:          |       | -6,04 % | -1,98 % | -1,74 % |

| Année:               | 2023. | 2024.   |
| -------------------- | ----- | ------- |
| Nombre de personnes: | 1424  | 1406    |
| Différence:          |       | -1,26 % |